# Emma Zapletalová
Emma Zapletalová (Nitra, 24 marzo 2000) è un'ostacolista e velocista slovacca.

## Record nazionali
Seniores
- 400 metri ostacoli: 54"28 ( Tallinn 10 luglio 2021)
- Staffetta 4x400 m mista: 3'19"66 ( Chorzów, 1° maggio 2021) (Oliver Murcko, Iveta Putalová, Emma Zapletalová, Šimon Bujna)

## Progressione

### 400 metri ostacoli
| Stagione | Misura  | Luogo             | Data      | Rank. Mond. |
| -------- | ------- | ----------------- | --------- | ----------- |
| 2024     | 57"26   | Banská Bystrica   | 19-5-2024 |             |
| 2023     |         |                   |           |             |
| 2022     | 58"65   | Monaco di Baviera | 17-8-2022 |             |
| 2021     | 54"28   | Tallinn           | 10-7-2021 |             |
| 2020     | 55"19   | Trnava            | 30-8-2020 |             |
| 2019     | 59"40   | Hodonín           | 8-9-2019  |             |
| 2018     | 57"22   | Tampere           | 12-7-2018 |             |
| 2017     | 1'00"80 | Trnava            | 29-8-2017 |             |
| 2016     | 1'01"52 | Nitra             | 19-6-2016 |             |

## Palmarès
| Anno                               | Manifestazione | Sede     | Evento            | Risultato  | Prestazione | Note                                     |
| ---------------------------------- | -------------- | -------- | ----------------- | ---------- | ----------- | ---------------------------------------- |
| In rappresentanza della Slovacchia |                |          |                   |            |             |                                          |
| 2016                               | Europei U18    | Tbilisi  | 400 m piani       | Batteria   | 58"56       |                                          |
| 2016                               | Europei U18    | Tbilisi  | 400 m hs          | Batteria   | 1'03"60     |                                          |
| 2016                               | Europei U18    | Tbilisi  | Staffetta svedese | Batteria   | 2:15.31     |                                          |
| 2017                               | Europei U20    | Grosseto | 400 m piani       | Batteria   | 55"29       |                                          |
| 2017                               | Europei U20    | Grosseto | 4x400 m           | 8ª         | 3'44"46     |                                          |
| 2018                               | Mondiali U20   | Tampere  | 400 m hs          | 5ª         | 57"35       | [ 1 ]                                    |
| 2018                               | Mondiali U20   | Tampere  | 4x400 m           | Batteria   | 3'44"05     |                                          |
| 2018                               | Europei        | Berlino  | 400 m hs          | Batteria   | 58"46       |                                          |
| 2018                               | Europei        | Berlino  | 4x400 m           | 8ª         | 3'32"22     |                                          |
| 2021                               | World Relays   | Chorzów  | 4x400 m mista     | Semifinale | 3'19"66     | Record nazionale                         |
| 2021                               | Europei U23    | Tallinn  | 400 m hs          | Oro        | 54"28       | Record dei campionati · Record nazionale |
| 2021                               | Olimpiade      | Tokyo    | 400 m hs          | Semifinale | 55"79       |                                          |
| 2022                               | Europei        | Monaco   | 400 m hs          | Batteria   | 58"65       |                                          |

## Campionati nazionali
- 2 volte campionessa nazionale slovacca indoor dei 400 m piani (2017, 2018)
- 1 volta campionessa nazionale slovacca indoor dei 400 m ostacoli (2021)

2017
- Oro ai campionati slovacchi indoor (Bratislava), 400 m piani - 56"12
- Argento ai campionati slovacchi (Banská Bystrica), 200 m piani - 24"74

2018
- Oro ai campionati slovacchi indoor (Bratislava), 400 m piani - 55"87

2021
- Oro ai campionati slovacchi (Trnava), 400 m hs - 55"49

## Altre competizioni internazionali
2021
- 4ª ai Campionati europei a squadre, ( Stara Zagora), 400 m piani - 53"01
- Bronzo ai Campionati europei a squadre, ( Stara Zagora), staffetta 4x400 m - 3'34"29